# Онкологічний центр “Клініка Спіженко”
Клініка Спіженка, або Клініка «Спіженко» — український онкологічний центр, знаходиться у селі Капітанівка (Києво-Святошинський район), Київська область.

## Історія
Працює з 2009 року, перший Центр «КіберНіж» у вересні 2009 року заснував академік Юрій Спіженко, а згодом медичний центр отримав назву «Кібер Клініка Спіженка». У грудні 2010 року, після смерті засновника, центр очолила його донька Наталія Спіженко. У травні 2018 року центр було перейменовано на «Спіженко. Клініка».
2011 року в центрі було встановлено лінійний прискорювач Elekta Synergy та відкрито відділення хімієтерапії. 2017 — збудовано сучасний центр хірургії та відкрито повний цикл медичних послуг при онкології. З 2017 року клініка працює цілодобово.
Клініка використовує кіберніж для лікування онкозахворювань та інших пухлин.

## Центри
- Центр радіохірургії
- Центр променевої терапії
- Центр нейрохірургії
- Центр хірургії
- Центр хімієтерапії
- Центр мамології
- Центр пластичної хірургії

## Методи лікування
- Кіберніж (CyberKnife G4) — сучасна радіохірургічна система для найбільш ефективного і комфортного лікування ракових пухлин. Дозволяє проводити безопераційне лікування пухлин в недоступних для традиційної хірургії місцях. За його допомогою проводиться радіохірургічне лікування доброякісних і злоякісних новоутворень будь-якої локалізації, зокрема, пухлин головного і спинного мозку, пухлин органів зору, екстракраніальних пухлин і уражень паренхіматозних органів, а також непухлинних захворювань (невралгія трійчастого нерва, АВМ, каверноми та ін.).
- Надточна променева терапія та електронотерапія в Клініці Спіженко проводиться на лінійному прискорювачі Elekta Synergy, що дозволяє опромінювати фотонами безпосередньо пухлину, захищаючи від високої дози іонізуючого випромінювання здорові тканини організму (технологія IMRT)

## Види онкологічних захворювань, які лікують у Клініці Спіженка
У клініці лікують 95 % онкологічних захворювань.
- Пухлини головного мозку (рак мозку)
- Пухлини шлунково-кишкового тракту
- Пухлини кісток, суглобів і м'яких тканин
- Пухлини молочної залози
- Пухлини спинного мозку
- Гематологічні та онкогематологічні захворювання (рак крові)
- Пухлини голови та шиї
- Пухлини шкіри
- Пухлини легень
- Пухлини сечостатевої системи
- Пухлини органів зору

## Джерело
- Медицина майбутнього — вже в Україні. Газета День. Архів оригіналу за 22 листопада 2018. Процитовано 22 листопада 2018.